# Yvonne Sugden
Yvonne de Montfort Boyer Sugden (ur. 14 października 1939 w Amersham) – brytyjska łyżwiarka figurowa, startująca w konkurencji solistek. Uczestniczka igrzysk olimpijskich (1956), dwukrotna wicemistrzyni (1955, 1956) i brązowa medalistka mistrzostw Europy (1954), trzykrotna mistrzyni Wielkiej Brytanii (1954–1956).

## Osiągnięcia
| Zawody                        | 51–52          | 52–53          | 53–54          | 54–55          | 55–56          |                |                |                |                |                |                |                |                |                |                |                |                |
| Międzynarodowe                | Międzynarodowe | Międzynarodowe | Międzynarodowe | Międzynarodowe | Międzynarodowe | Międzynarodowe | Międzynarodowe | Międzynarodowe | Międzynarodowe | Międzynarodowe | Międzynarodowe | Międzynarodowe | Międzynarodowe | Międzynarodowe | Międzynarodowe | Międzynarodowe | Międzynarodowe |
| ----------------------------- | -------------- | -------------- | -------------- | -------------- | -------------- | -------------- | -------------- | -------------- | -------------- | -------------- | -------------- | -------------- | -------------- | -------------- | -------------- | -------------- | -------------- |
| Igrzyska olimpijskie          |                |                |                |                | 4              |                |                |                |                |                |                |                |                |                |                |                |                |
| Mistrzostwa świata            |                |                | 6              | 8              | 4              |                |                |                |                |                |                |                |                |                |                |                |                |
| Mistrzostwa Europy            | 18             | 5              | 3              | 2              | 2              |                |                |                |                |                |                |                |                |                |                |                |                |
| Krajowe                       |                |                |                |                |                |                |                |                |                |                |                |                |                |                |                |                |                |
| Mistrzostwa Wielkiej Brytanii |                |                | 1              | 1              | 1              |                |                |                |                |                |                |                |                |                |                |                |                |